# Copa América Femenina
Copa América Femenina, är en fotbollsturnering som arrangeras av Conmebol. Turneringen spelades för första gången i Brasilien 1991, då värdnationen vann. Tävlingen gick under namnet Sydamerikanska mästerskapet i fotboll för damer (spanska: Campeonato Sudamericano de Fútbol Femenino) fram till 2010, varpå man ändrade namnet inför turneringen i Ecuador 2014. Brasilien och Argentina är de enda lagen som har vunnit tävlingen. 
Turneringen används som kval till världsmästerskapet i fotboll för damer.

## Vinnare
| År   | Värdnation | Vinnare   | Tvåa  | Trea      | Fyra |
| ---- | ---------- | --------- | ----- | --------- | ---- |
| 1991 | Brasilien  | Brasilien | Chile | Venezuela | —    |

| År   | Värdnation | Final     | Final    | Final     | Match om tredjepris | Match om tredjepris | Match om tredjepris |
| År   | Värdnation | Vinnare   | Resultat | Tvåa      | Trea                | Resultat            | Fyra                |
| ---- | ---------- | --------- | -------- | --------- | ------------------- | ------------------- | ------------------- |
| 1995 | Brasilien  | Brasilien | 2–0      | Argentina |                     |                     |                     |
| 1998 | Argentina  | Brasilien | 7–1      | Argentina | Peru                | 3–3 (5–4)           | Ecuador             |

| År   | Värdnation | Vinnare   | Tvåa      | Trea      | Fyra      |
| ---- | ---------- | --------- | --------- | --------- | --------- |
| 2003 | Peru       | Brasilien | Argentina | Colombia  | Peru      |
| 2006 | Argentina  | Argentina | Brasilien | Uruguay   | Paraguay  |
| 2010 | Ecuador    | Brasilien | Colombia  | Chile     | Argentina |
| 2014 | Ecuador    | Brasilien | Colombia  | Ecuador   | Argentina |
| 2018 | Chile      | Brasilien | Chile     | Argentina | Colombia  |
| 2022 | Colombia   | Brasilien | Colombia  | Argentina | Paraguay  |

## Poängtabell
| Nr | Lag       | S  | V  | O | F  | GM  | IM  | MS   | P   |
| -- | --------- | -- | -- | - | -- | --- | --- | ---- | --- |
| 1  | Brasilien | 50 | 47 | 1 | 2  | 268 | 18  | +250 | 142 |
| 2  | Argentina | 50 | 30 | 5 | 15 | 120 | 64  | +56  | 95  |
| 3  | Colombia  | 40 | 22 | 7 | 11 | 89  | 65  | +24  | 73  |
| 4  | Chile     | 39 | 14 | 7 | 18 | 69  | 77  | −8   | 49  |
| 5  | Paraguay  | 31 | 15 | 2 | 14 | 61  | 64  | −3   | 47  |
| 6  | Ecuador   | 35 | 12 | 5 | 18 | 57  | 87  | −30  | 41  |
| 7  | Venezuela | 29 | 7  | 3 | 19 | 28  | 85  | −57  | 24  |
| 8  | Peru      | 31 | 6  | 5 | 20 | 23  | 78  | −55  | 23  |
| 9  | Uruguay   | 29 | 6  | 3 | 20 | 29  | 83  | −54  | 21  |
| 10 | Bolivia   | 30 | 3  | 2 | 25 | 27  | 150 | −123 | 11  |